# Filippinsk jordsköldpadda
Filippinsk jordsköldpadda (Siebenrockiella leytensis) är en sköldpaddsart som beskrevs av Edward Harrison Taylor 1920. Arten ingår i släktet Siebenrockiella och familjen Geoemydidae. IUCN kategoriserar den filippinska jordsköldpaddan globalt som akut hotad. Inga underarter finns listade i Catalogue of Life.

## Utbredning
Arten har endast hittats på ön Leyte och på norra delen av ön Palawan i Filippinerna.